# Marie af Luxemburg, dronning af Frankrig
Marie af Luxemburg (fransk: Marie de Luxembourg) (1304 – 26. marts 1324) var dronning af Frankrig og Navarra. Hun var den anden af kong Karl 4. af Frankrigs tre gemalinder. 
Marie var datter af den tysk-romerske kejser Henrik 7. af Huset Luxemburg. Efter kong Karl 4.s skilsmisse fra sin første gemalinde giftede Marie sig med ham i Paris i 1322. 
Marie var faster til Karl 4. , konge af Bøhmen og tysk-romersk kejser. 